# Tifoseria dell'Unione Sportiva Livorno 1915

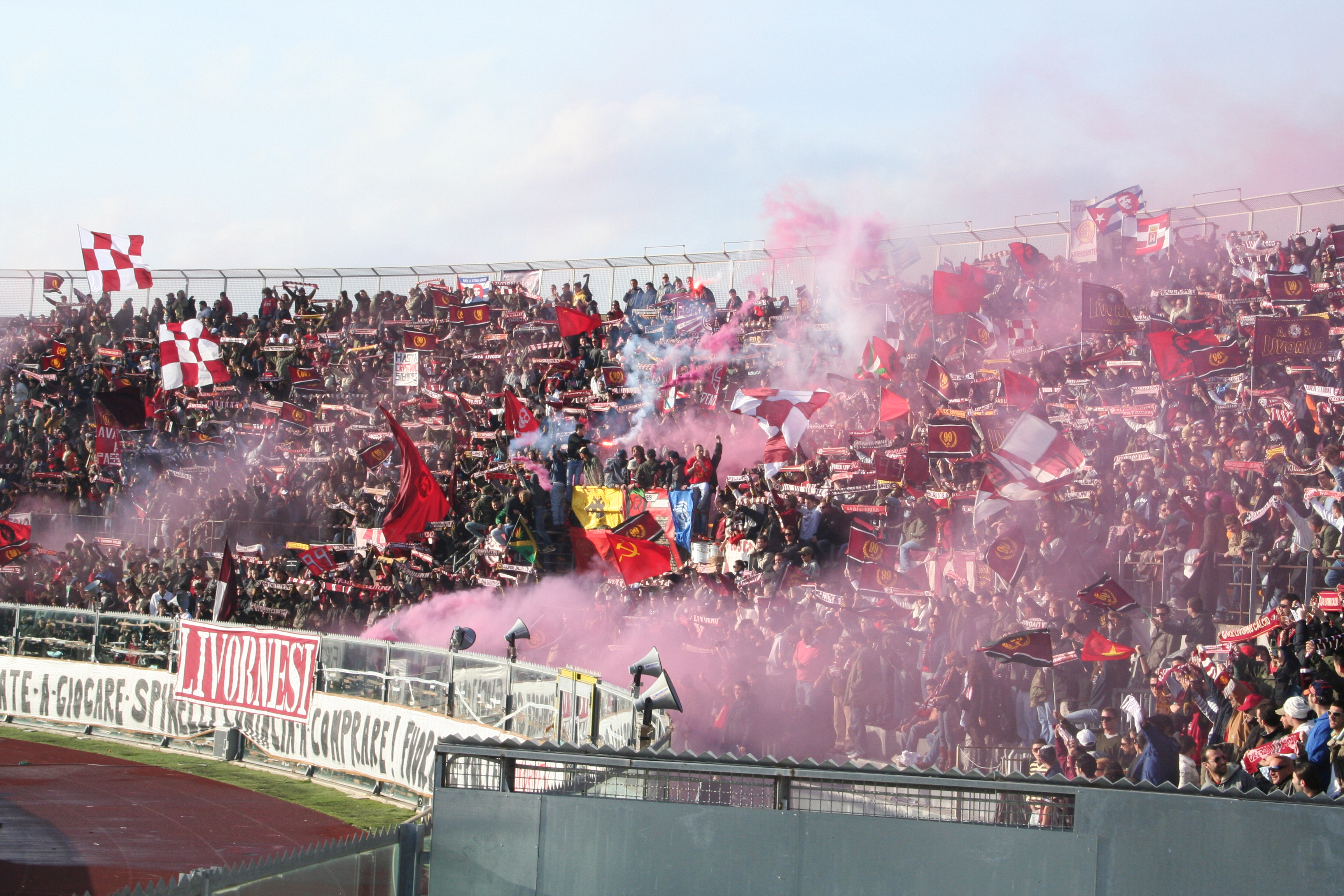
La curva dei tifosi del Livorno

In questa voce sono riportate informazioni relative alla storia ed evoluzione della tifoseria dell'Unione Sportiva Livorno 1915, società calcistica italiana con sede a Livorno.

## Contesto
Per le partite casalinghe la tifoseria organizzata si riunisce nella Curva Nord dello Stadio Armando Picchi, intitolata dal 2022 a Fabio Bettinetti, noto ultras amaranto prematuramente scomparso a causa di una malattia nel 2020.

## Orientamento politico

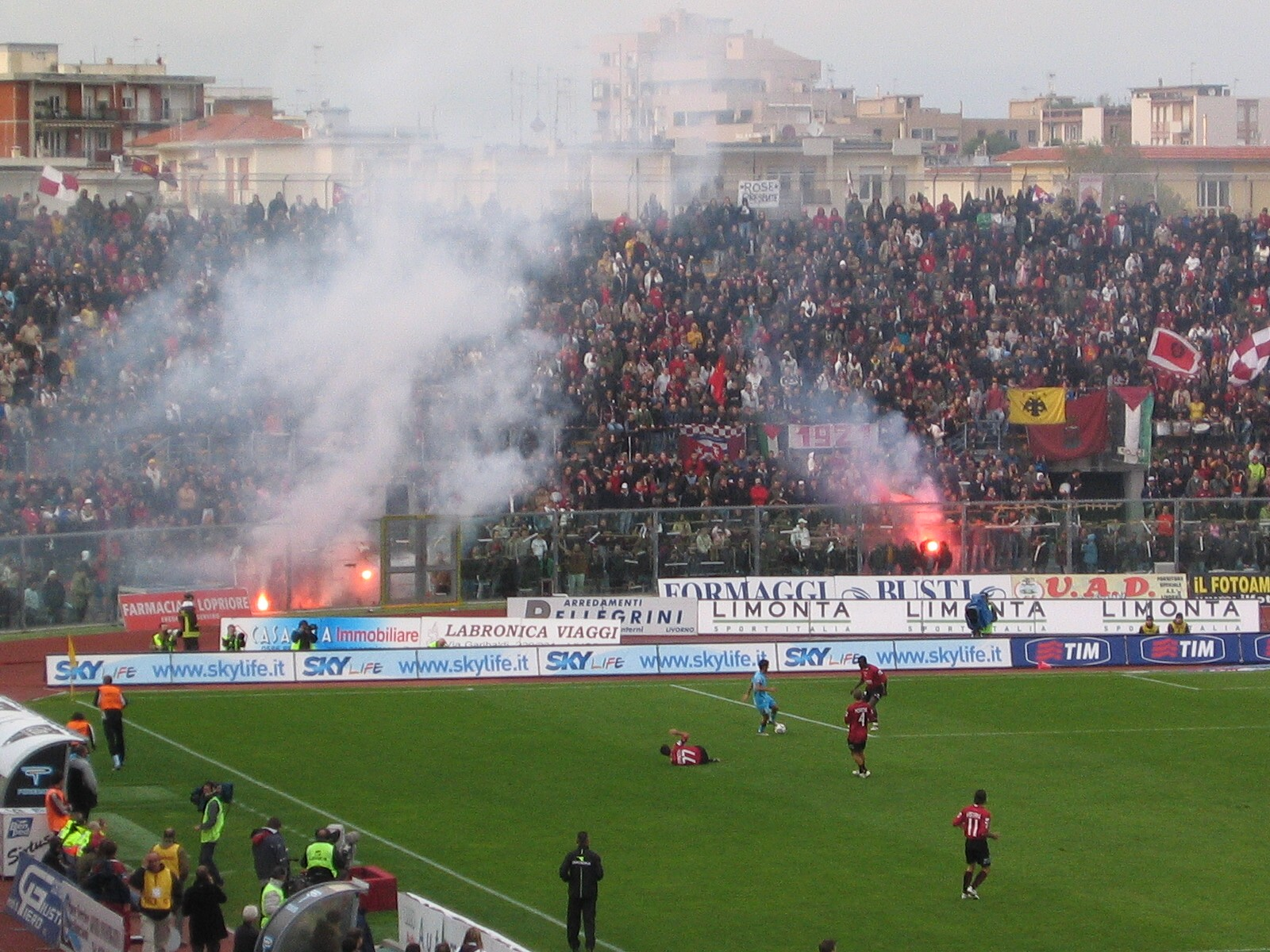
La tifoseria labronica in azione allo stadio "Armando Picchi" di Livorno nel 2006 (dopo lo scioglimento delle BAL)

La Curva Nord è da sempre fortemente caratterizzata dall'ideologia comunista. Per questo motivo, è frequente la presenza di bandiere di Cuba, dell'Unione Sovietica, con l'effigie del Che o il simbolo Antifa. Negli anni sono stati realizzati anche striscioni e coreografie inneggianti a eventi e personalità legate al comunismo, a tal proposito, vi sono stati diversi episodi controversi nella storia del tifo organizzato labronico; fra quelli che hanno fatto maggiore scalpore vanno segnalati uno striscione che inneggiava alle foibe esposto durante una partita con la Triestina, il coro Nelle foibe ci mettiamo pure voi intonato contro il Verona e i fischi durante il minuto di silenzio per le vittime della strage di Nassiriya. Il tifo livornese è e rimarrà la tifoseria più di sinistra d'Italia e forse del mondo.

## Fan Club

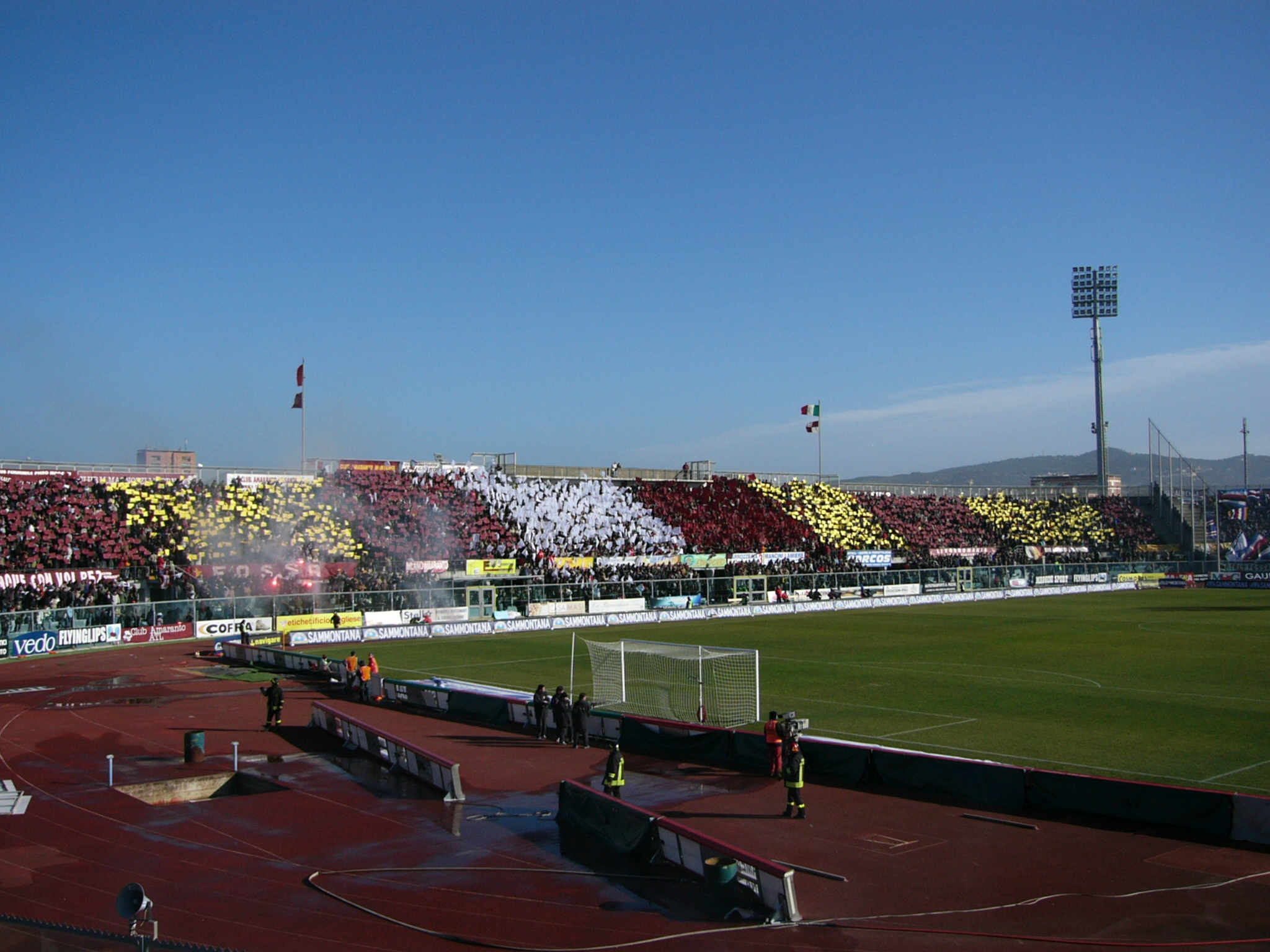
13 febbraio 2005, la festa per il novantesimo anniversario del club toscano.

Esistono due organi di coordinamento che raccolgono i club di tifosi del Livorno ufficialmente riconosciuti dalla società. Il primo a nascere fu il Centro di Coordinamento Club amaranto, che comprende Club Campanile, Club Il Porto, Club Magnozzi Fides, Club Milano Amaranto. Dal 2015 è affiancato dal Coordinamento Club Livorno, che raccoglie Club Atl, Club Igor Protti Vada, Club Stua e Club Villaggio Emilio.

## Tifoseria organizzata

### Dagli inizi agli anni novanta
Il movimento ultras livornese ha inizio nel 1976 con la nascita degli Ultras Livorno, a cui fanno seguito, nel 1977, gli Ultras Fossa. Negli anni successivi nascono numerosi gruppi, soprattutto di quartiere. Tra questi si distinguono soprattutto Magenta, Fedayn, Sbandati e Gruppo Autonomo.
Nel 1990 nascono i North Kaos, l’ala più giovane ma ugualmente turbolenta della Nord. Nel 1993 nasce la Legione, il primo gruppo di orientamento destroide a Livorno, che ha vita breve e si scioglie lo stesso anno calcistico.

### Brigate Autonome Livornesi
Nel 1999 nascono le Brigate Autonome Livornesi, grazie ad una fusione fra fazioni ultras precedenti come Magenta, Fedayn, Sbandati e Gruppo Autonomo. A non partecipare a questo progetto sono North Kaos e Ultras che nell’arco di qualche anno si sciolgono. Lo scopo di questa fusione va ricondotta a scopi principalmente di centralizzazione e di maggior organizzazione del tifo. È all'anno di nascita delle BAL che allude esplicitamente il numero di maglia indossato dall'attaccante Cristiano Lucarelli (99), con cui intendeva sottolineare il suo forte legame con la tifoseria e della quale, inutile dirlo, divenne l'idolo. In un'intervista del settembre 2010 però, Lucarelli dichiarò di aver scelto quel numero perché era (anche) l'anno di nascita del suo primo figlio.

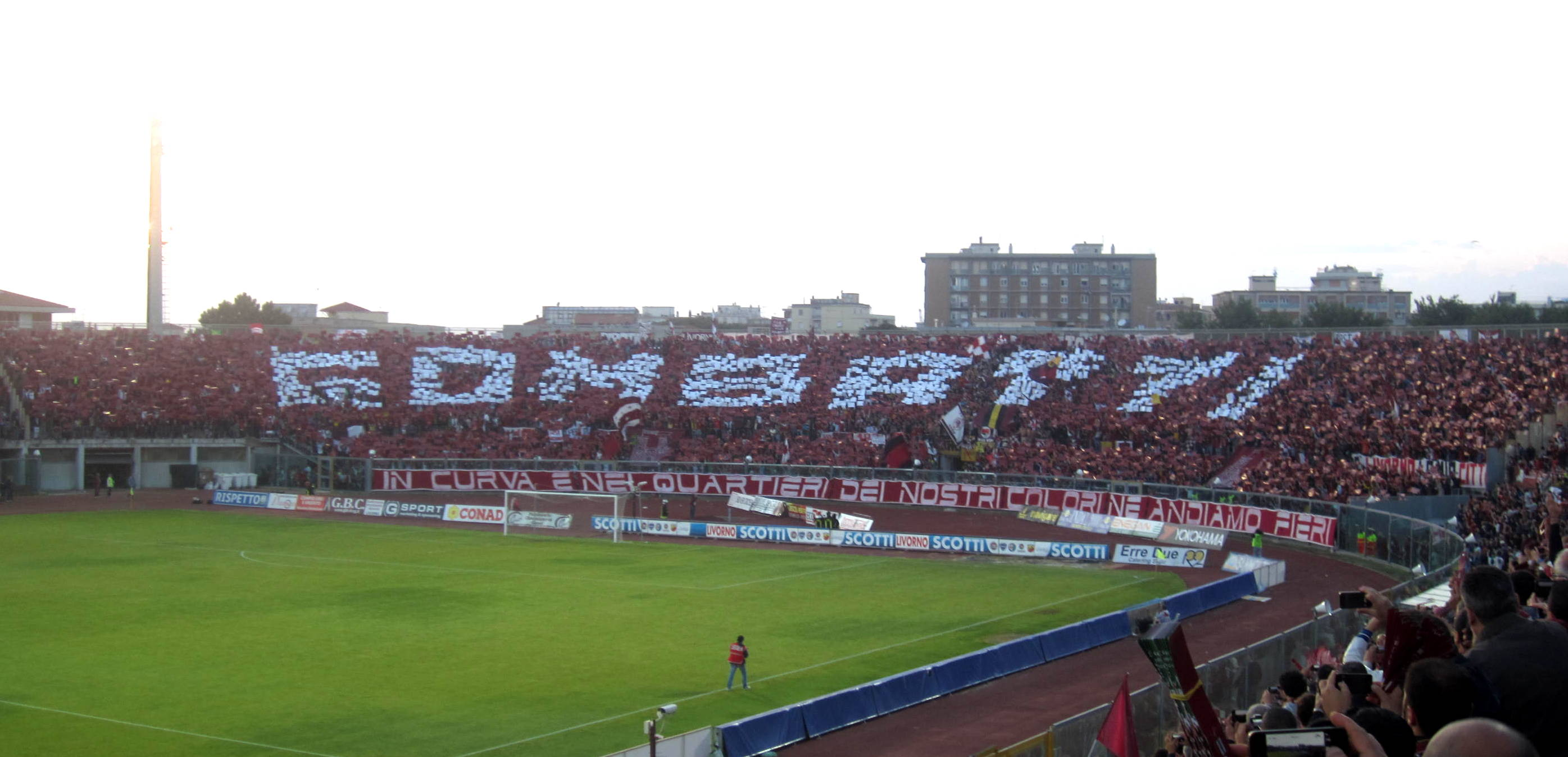
Curva Nord durante la Finale dei Playoff di Serie B 2012-2013

Molto attivi nel movimento ultras danno vita al Fronte di Resistenza Ultras nato grazie alla collaborazione con i tifosi di Ancona, Casertana, Ternana, Savona e Cosenza, per seguire una lotta contro la presunta repressione dello stato e all'ideologia di destra di alcune curve.
Nel 2004 il gruppo ska punk Banda Bassotti incide nell'album Baldi e fieri, il brano Fino all'ultimo bandito, dedicato alle BAL.
Il gruppo è stato colpito negli anni da numerosissimi provvedimenti daspo (interdizione agli stadi), fino ad arrivare a 500 in un'unica stagione calcistica, che ne hanno portato allo scioglimento ufficiale nel 2005.

### La Curva Nord dopo lo scioglimento delle BAL

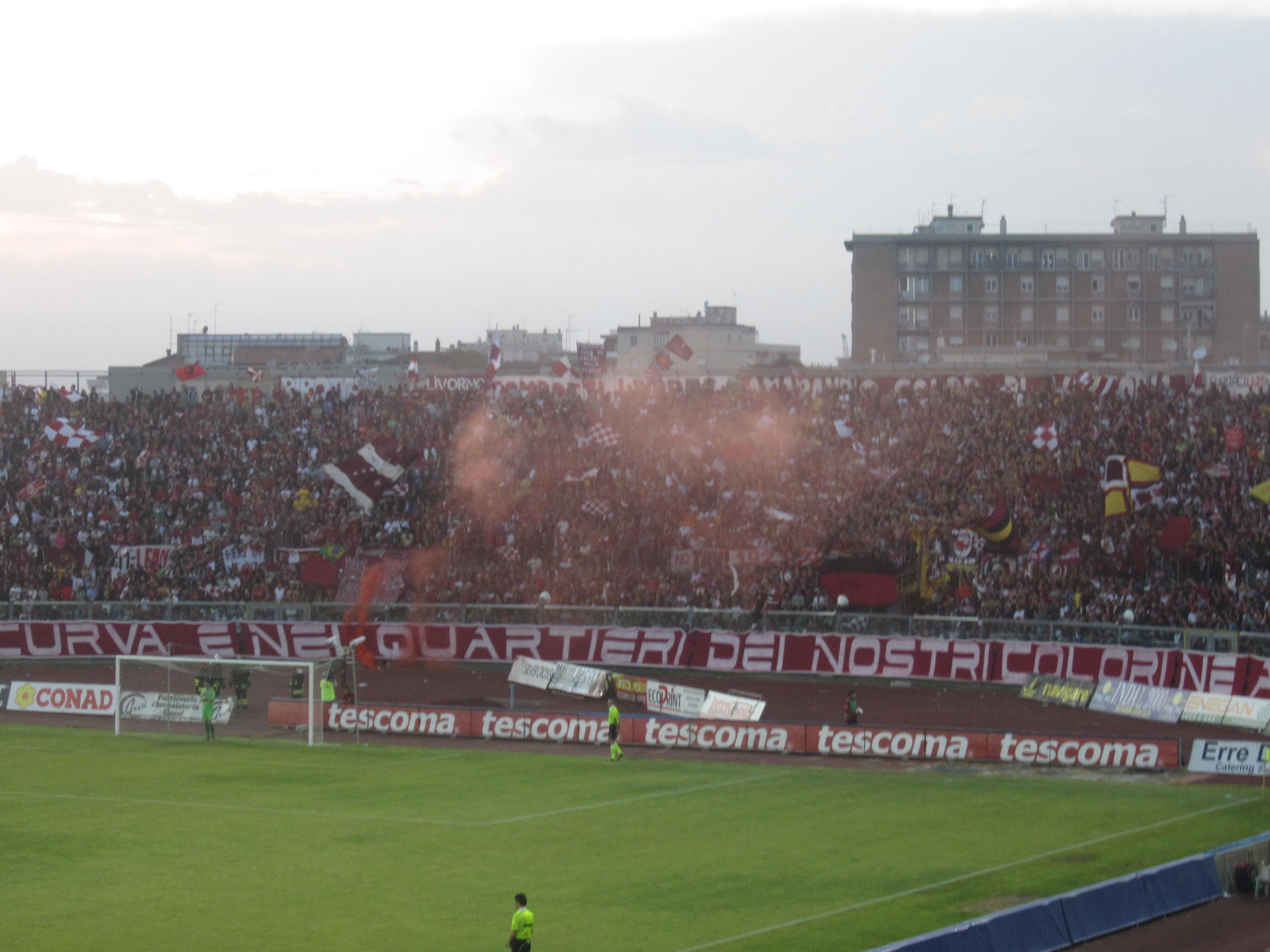
Curva Nord nel 2013

Lo striscione recitante Fino all'ultimo Bandito venne usato dalle stesse BAL dopo l'autoscioglimento fino al 2006. Un anno dopo, nel 2007, si decise di passare definitivamente il comando della Curva Nord nelle mani dei Visitors 1312 affiancati dal gruppo Vecchie Origini Livornesi 1915. L’introduzione della Tessera del tifoso determina lo scioglimento di tutti i gruppi organizzati a Livorno, fino al 2013, quando il tifo si riorganizza sotto il nome dei 17 Febbraio 1915, che però nel 2016 decide di autosospendersi per l’apatia del resto dello stadio. Nel 2017, il tifo cerca di ricompattarsi scegliendo il nome Curva Nord Livorno 1915, e si ricrea entusiasmo grazie alla promozione in Serie B a fine stagione. Nel 2020 cambia nome in Curva Nord Fabio Bettinetti Livorno, in memoria di un noto ultras amaranto prematuramente scomparso.
Attualmente i gruppi principali della Curva Nord sono Prima Linea 1915, Brigata Seleuco Tronieri e Frenetici 1915. Dal 2016 in gradinata trova posto il gruppo Zona Sud, gruppo di matrice hooligans attualmente attivo nonostante le numerose diffide e la forte repressione a cui sono stati sottoposti negli anni. Nel 2024 è stato brevemente attivo in gradinata, lato curva sud, il gruppo Livorno Ultras, che si professava apolitico.

### Cronologia
1976 – Nascita degli Ultras
1977 – Nascita degli Ultras Fossa
1983 – Nascita dei Fedayn
1987 – Nascita degli Sbandati
1990 – Nascita dei North Kaos
1993 – Nascita dei Magenta
1993 – Nascita dei Legione
1994 – Scioglimento dei Legione
1999 – Scioglimento degli Ultras Fossa
1999 – Scioglimento dei Fedayn
1999 – Scioglimento degli Sbandati
1999 – Scioglimento dei Magenta
1999 – Nascita delle Brigate Autonome Livornesi
2002 – Scioglimento dei North Kaos
2005 – Scioglimento delle Brigate Autonome Livornesi
2007 – Nascita delle Vecchie Origini Livornesi 1915
2007 – Nascita dei Visitors 1312
2011 – Scioglimento delle Vecchie Origini Livornesi 1915
2011 – Scioglimento dei Visitors 1312
2013 – Nascita dei Livorno 1915
2016 – Scioglimento dei Livorno 1915
2016 – Nascita Zona Sud
2017 – Nascita della Curva Nord Livorno 1915
2024 – Nascita dei Livorno Ultras
2025 – Scioglimento dei Livorno Ultras

## Gemellaggi e rivalità

### Gemellaggi e amicizie
| - Pescara (1982-????) - Spezia (1983-1999) - Fiorentina (fino al 2006) | - Sampdoria (fino al 2011) - Olympique Marsiglia (dal 1999) - AEK Atene (dal 2003) |

- Virtus Verona

Gli unici gemellaggi attualmente stretti dagli ultras livornesi sono quelli con i tifosi dell'Olympique Marsiglia e dell'AEK Atene; mentre si registrano amicizie nel segno dell'antifascismo con gli scozzesi del Celtic. Buoni rapporti vi sono con le tifoserie organizzate di Ternana, Empoli, Atalanta e Torino. In passato vi sono stati gemellaggi con Fiorentina, Spezia, Pescara e Sampdoria.
Con la tifoseria del Pescara c'è stato in passato un gemellaggio, anch'esso sciolto. Le due tifoserie hanno comunque mantenuto ottimi rapporti e si sono particolarmente riavvicinate fra loro in seguito alla morte in campo di Piermario Morosini (mediano amaranto), avvenuta il 14 aprile 2012 allo Stadio Adriatico, durante un incontro valido per il campionato di Serie B. La partita, interrotta al 31º minuto del primo tempo sul punteggio di 2-0 per i labronici, è stata poi proseguita e conclusa col medesimo risultato il successivo 16 maggio. A Morosini è stato in seguito intitolato il settore ospiti dello Stadio Adriatico.

### Rivalità
A livello regionale vi sono rivalità con il Siena, l'Arezzo (con il quale il Livorno condivide il colore amaranto), la Lucchese e il Grosseto. Altre grandi rivalità sono nate con la Roma, il Brescia (durante la militanza dei labronici in Serie A nei primi anni 2000), l'Ascoli, il Catania, la Massese e la Carrarese. Con la Fiorentina c'è stata una breve amicizia reciproca, terminata a seguito di incomprensioni e il legame dei tifosi viola con quelli del Verona; la rivalità con questi ultimi infatti risale ai primi incontri negli Anni '20, accentuata dalle posizioni comuniste e antifasciste della tifoseria amaranto in contrasto con l'ideologia di estrema destra ed anticomunista della curva Scaligera, l'odio reciproco si aggravò, soprattutto quando i gialloblù in trasferta al Picchi intonarono cori contro Piermario Morosini, calciatore amaranto scomparso prematuramente. Le recenti rivalità con la Lazio e la Triestina (entrambe amiche del Verona) sono anch'esse accentuate dalle forti divergenze politiche.
L'unica stracittadina nel vero senso del termine è quella che contrappone il Livorno all'Armando Picchi, disputato unicamente nella stagione di Eccellenza 2021-22 e terminato con la vittoria sia all'andata che al ritorno dei livornesi. Dato che il Picchi è una società minore impegnata a livello dilettantistico non c'è alcuna scissione nel tifo cittadino.
Un capitolo a parte merita la rivalità dei livornesi verso Pisa: le radici di questa rivalità campanilistica e sportiva risalgono addirittura al 1284, quando la flotta pisana fu sconfitta da quella genovese al largo di Livorno, all'epoca porto pisano, fra gli scogli delle melorie sancendo l'inizio della fine della Repubblica Marinara. Nemmeno un secolo dopo, grazie alla signoria Medicea il porto livornese (già all'epoca principale punto di sbarco toscano) fu risistemato e ampliato diventando infine porto franco, mentre nel 1606 il centro abitato ottenne lo status di città, con seimila abitanti, tramite le "Leggi Livornine". Arrivando ai giorni nostri questa rivalità campanilistica non si è mai sopita: girando per il mondo non è raro vedere scritte di scherno tra le due opposte fazioni nei luoghi più disparati. Nel folklore popolare, Pisa e Livorno sono comunemente classificate rispettivamente come "colta" e "rurale", aggettivi riscontrabili anche nella dialettica usata negli sfottò. Tra le due tifoserie nel corso degli anni non sono mancati scontri violenti, come nel 1999 o come nel 2001, con il famoso "derby" sospeso dall'arbitro vinto a tavolino dagli amaranto a causa delle feroci contestazioni del pubblico nerazzurro. Anche Romeo Anconetani, che durante la sua presidenza espresse chiaramente l'idea di unire le due città sotto un'unica squadra chiamata Pisorno, si dovette ricredere vedendo le proteste che scaturirono dalle due città. Un episodio simile accadde nel 2012, quando l'allora presidente del consiglio Mario Monti propose l'accorpamento di varie province italiane e tra queste vi erano proprio Pisa e Livorno. Anche in questo caso ne scaturì un pandemonio di proteste e sfottò nelle due città, rivolti non solo l'una contro l'altra ma soprattutto verso l'iniziativa del primo ministro. Nel 2014 è invece accaduta un'eccezione particolare, quando la tifoseria labronica espose, durante una partita casalinga contro il Perugia, uno striscione di solidarietà verso Gianluca, un operaio pisano gravemente malato.